# ژان‌فرانسوا میله
ژان‌فرانسوا میله (فرانسوی: Jean-François Millet) ‏ (۴ اکتبر ۱۸۱۴ - ۲۰ ژانویه ۱۸۷۵) یک نقاش واقع‌گرا و طبیعت‌گرای فرانسوی و همچنین یکی از بنیان‌گذاران مدرسه باربیزون بود. نقاشی‌هایی که او از کارگران مزرعه کشیده‌است از برجسته‌ترین آثار وی محسوب می‌شوند.

## نگارخانه

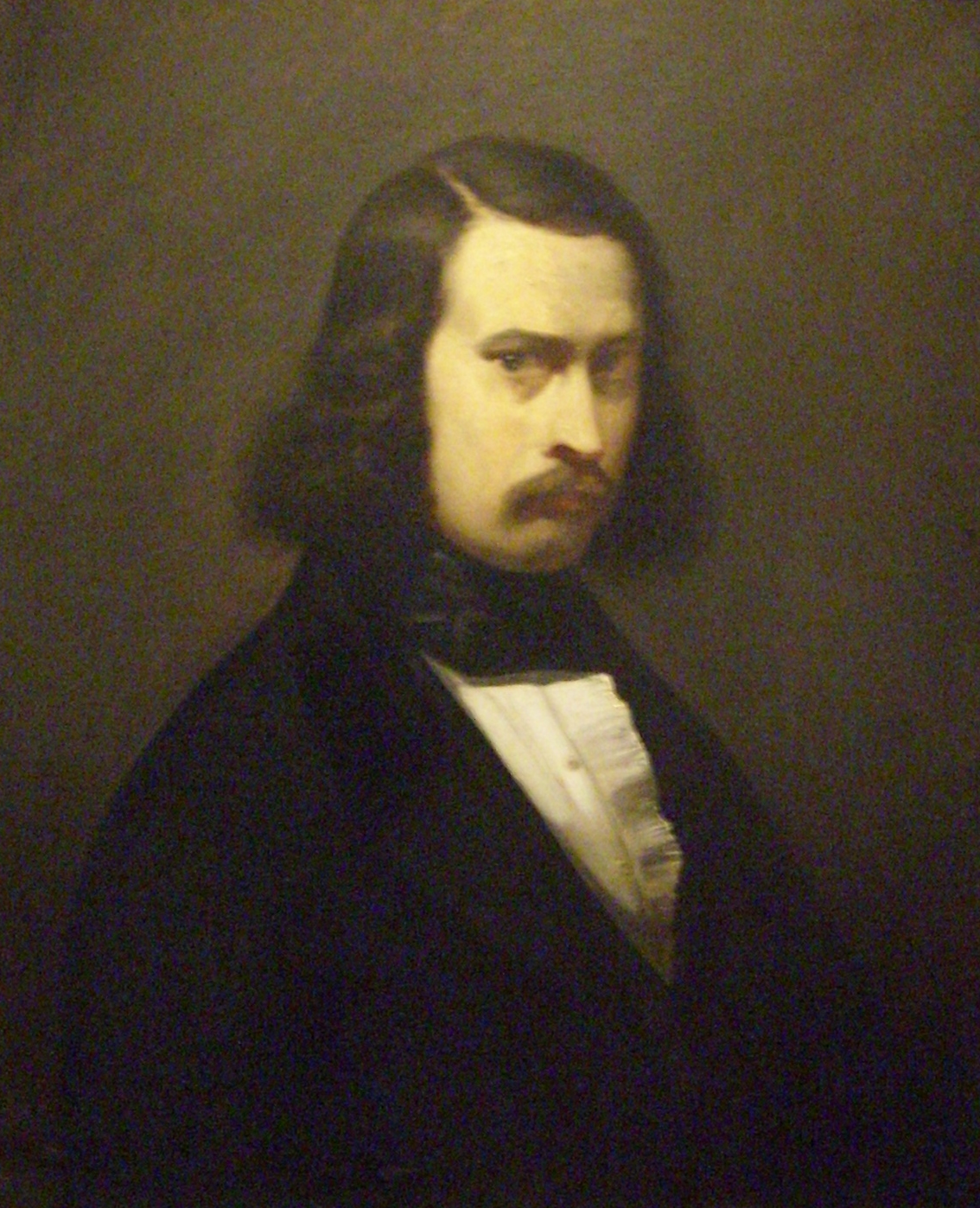
خودنگاره رنگ‌روغن روی بوم، ۱۸۴۱.
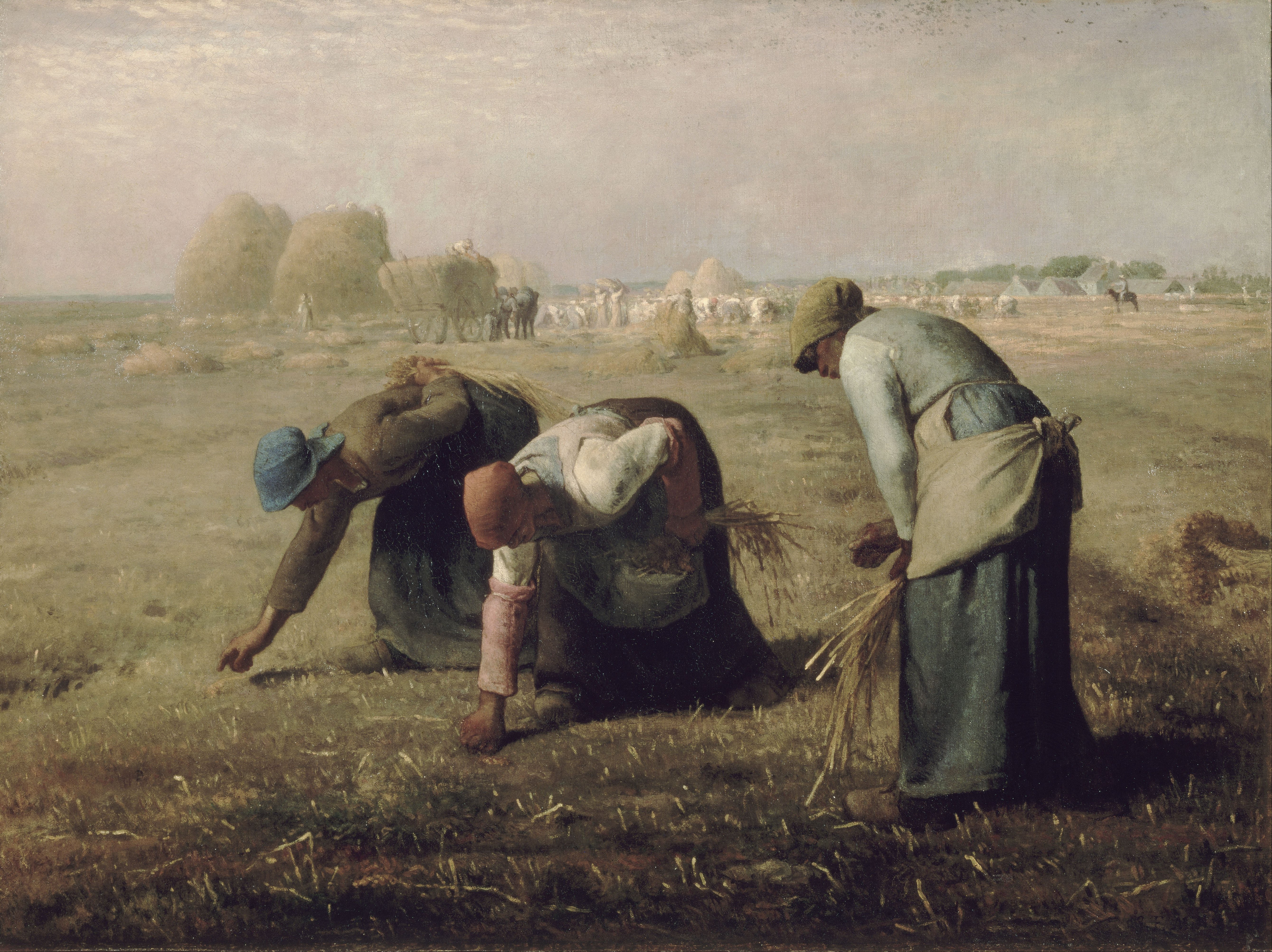
خوشه‌چین‌ها رنگ‌روغن روی بوم، ۱۸۵۷ م. موزه اورسی
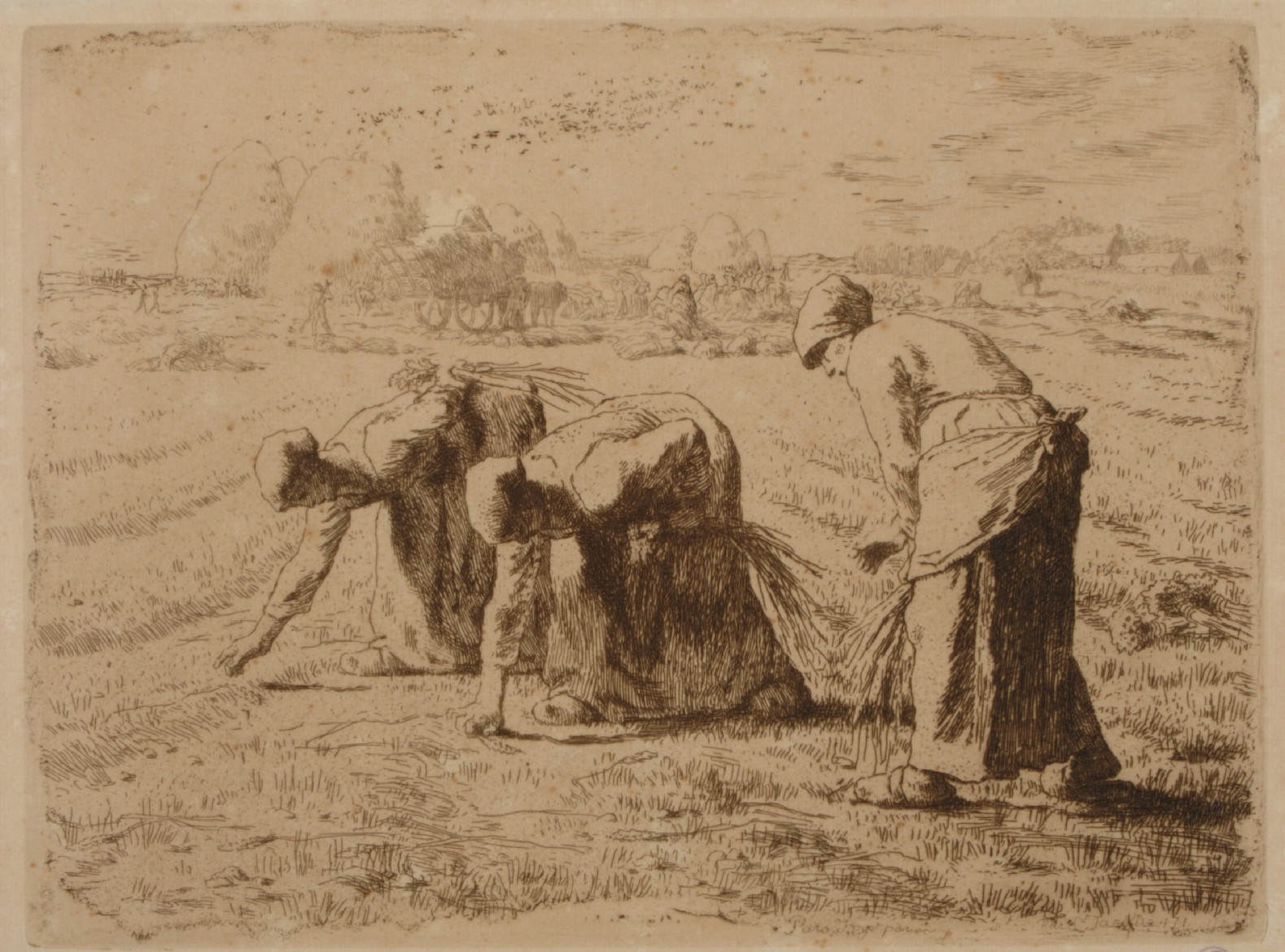
خوشه‌چین‌ها چاپ فلزی، ۱۸۵۷.
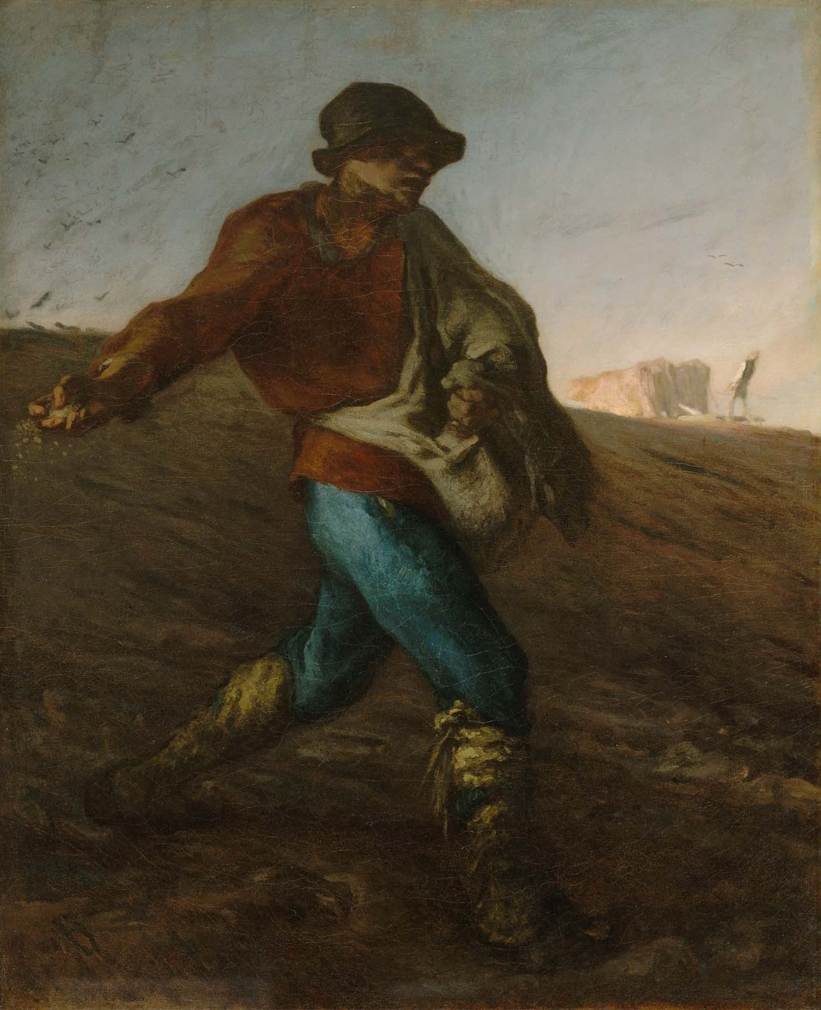
بذرافشان رنگ‌روغن روی بوم، ۱۸۵۰.
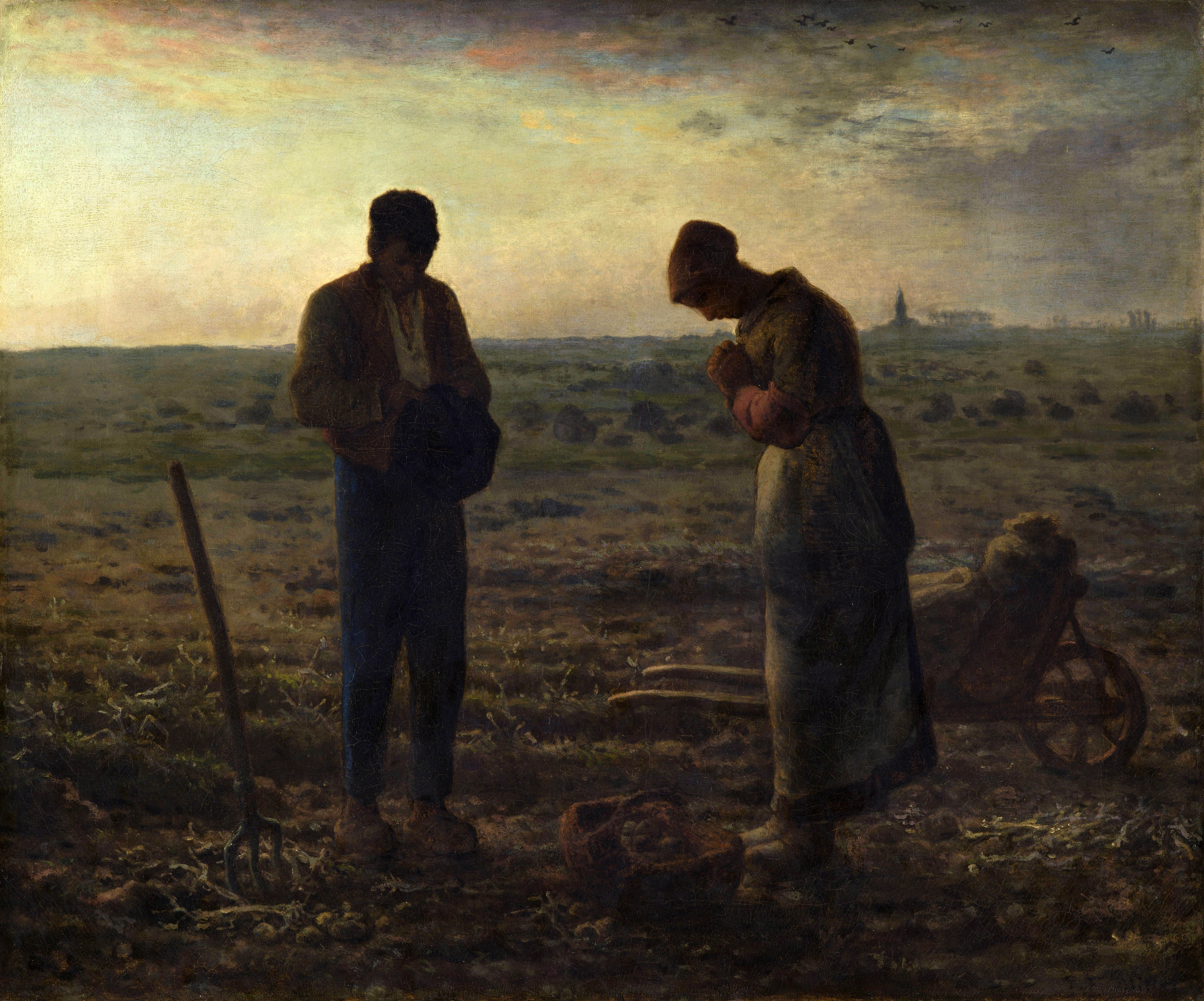
آنجلوس رنگ‌روغن روی بوم، ۱۸۵۷-۱۸۵۹.
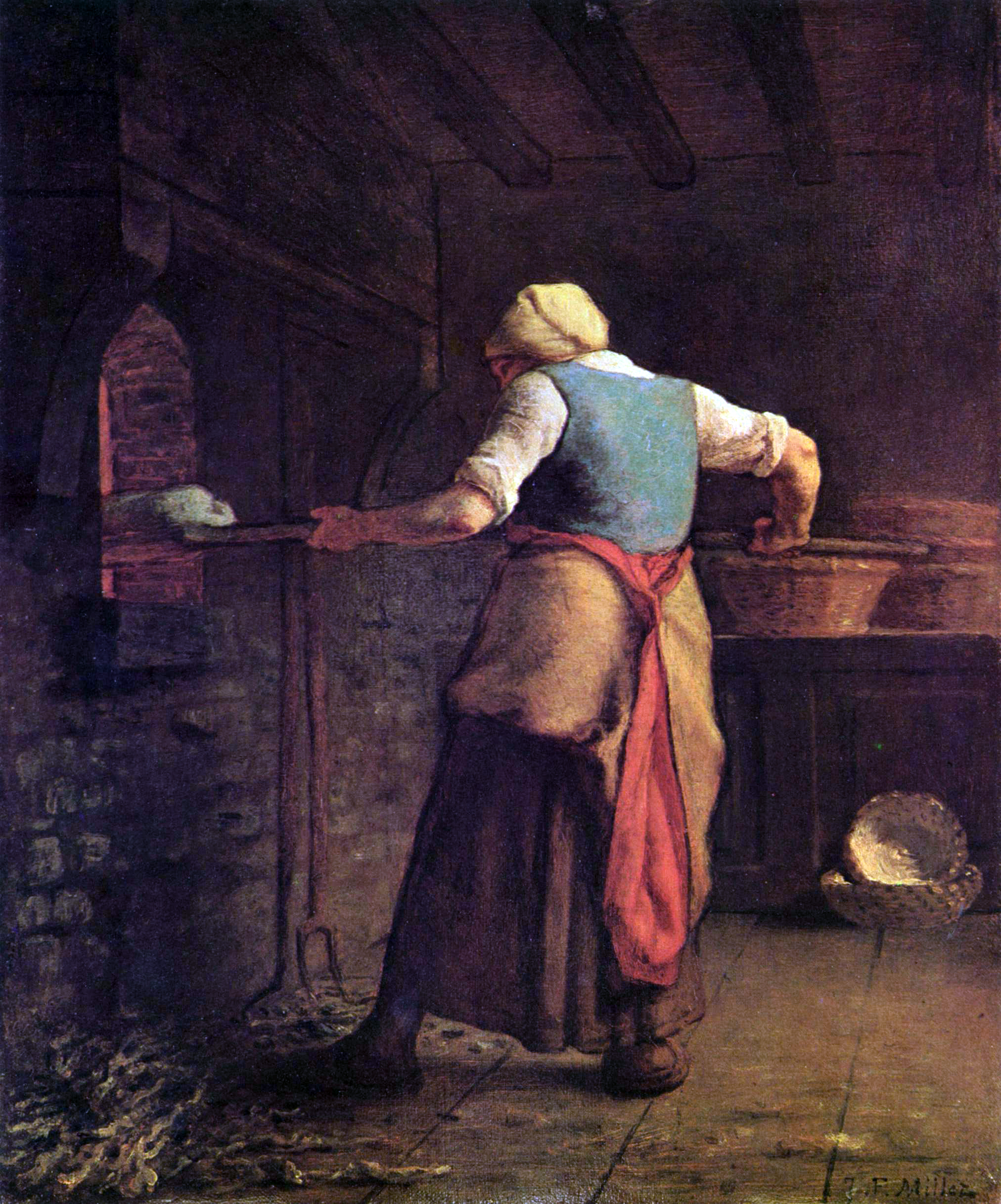
زن در حال پخت نان رنگ‌روغن روی بوم، ۱۸۵۴.
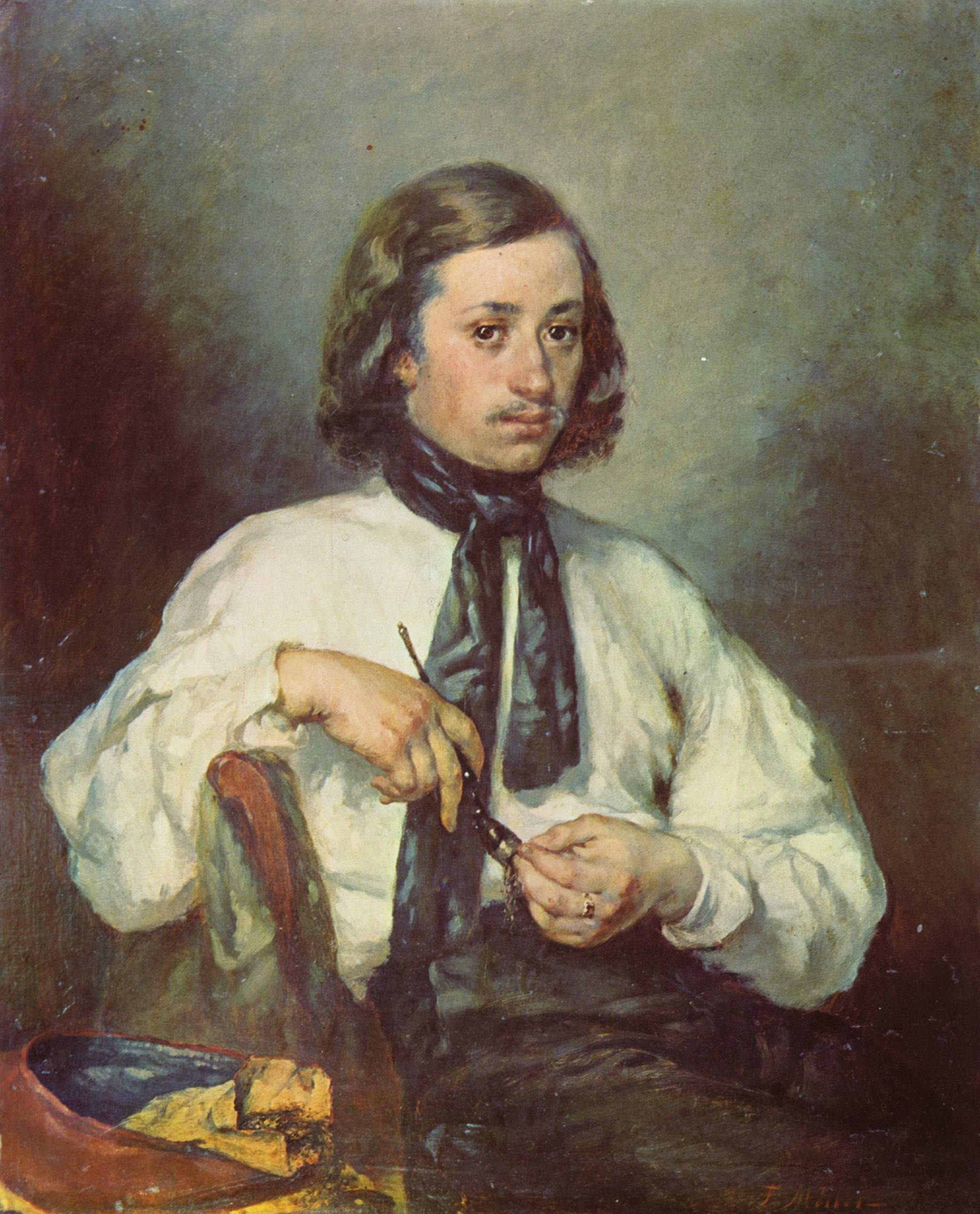
چهرهٔ آرماند اُنو رنگ‌روغن روی بوم، حدود ۱۸۴۳.
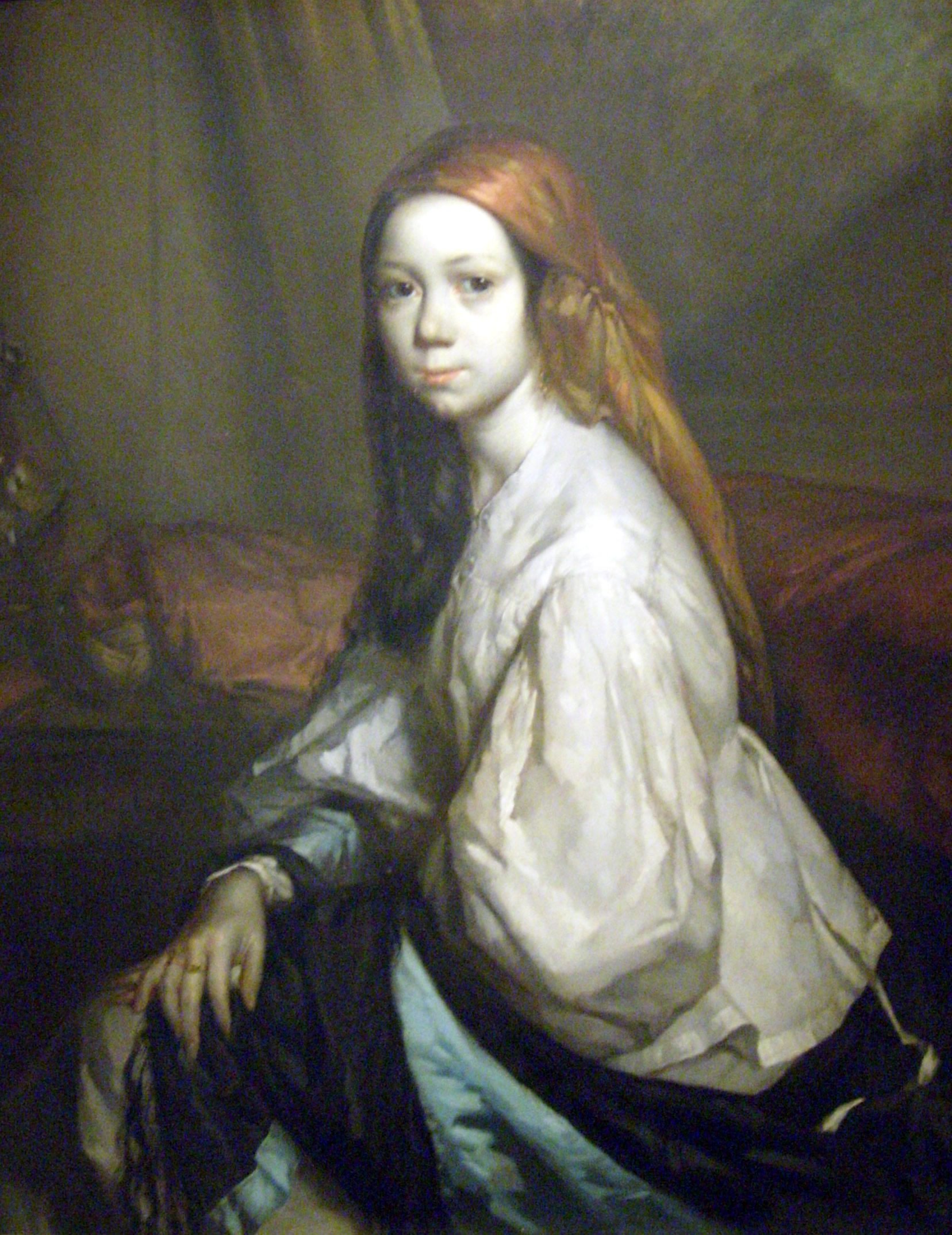
چهرهٔ پائولین اُنو بی‌لباس رنگ‌روغن روی بوم، ۱۸۴۳-۱۸۴۴.
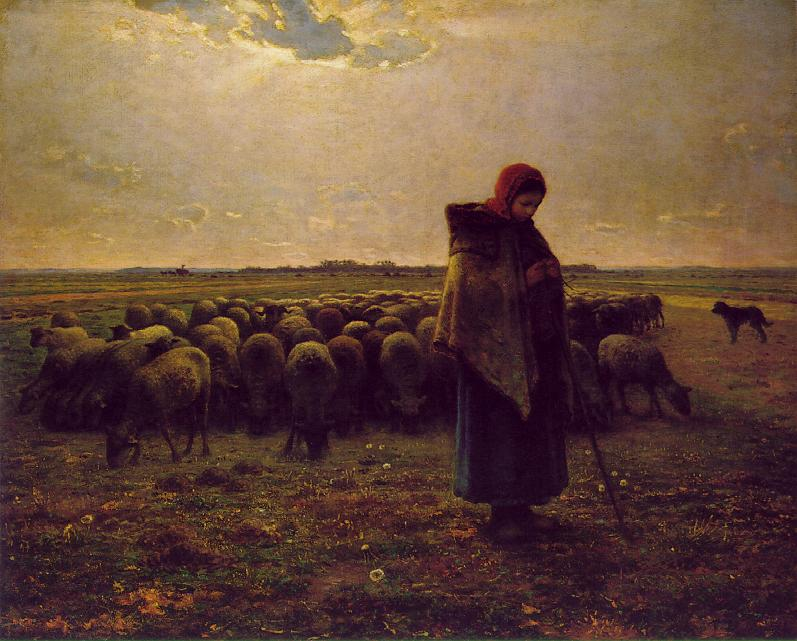
چوپان رنگ‌روغن روی بوم، حدود ۱۸۶۳-۱۸۶۴.
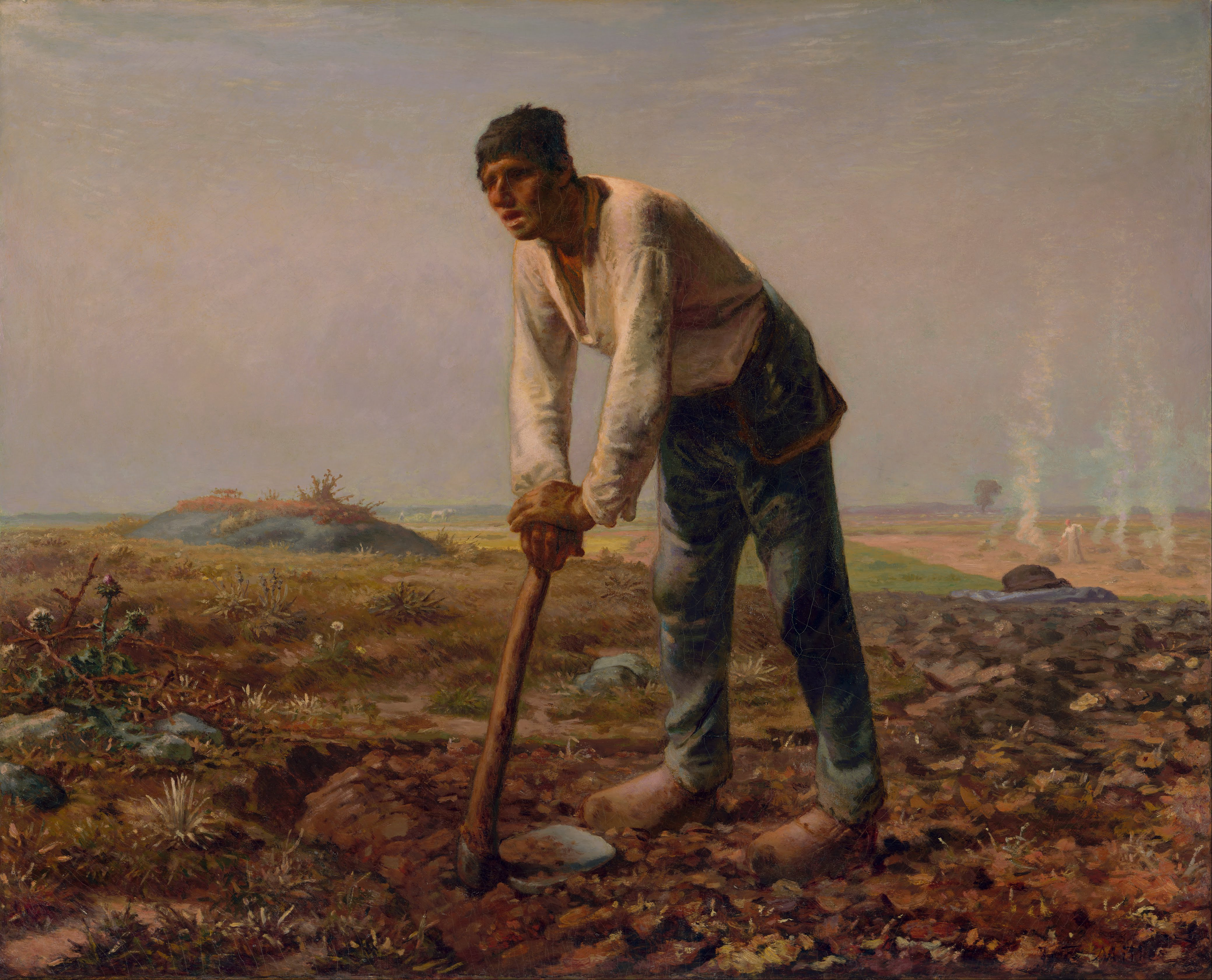
مرد با کج‌بیل رنگ‌روغن روی بوم، حدود ۱۸۶۰-۱۸۶۲.
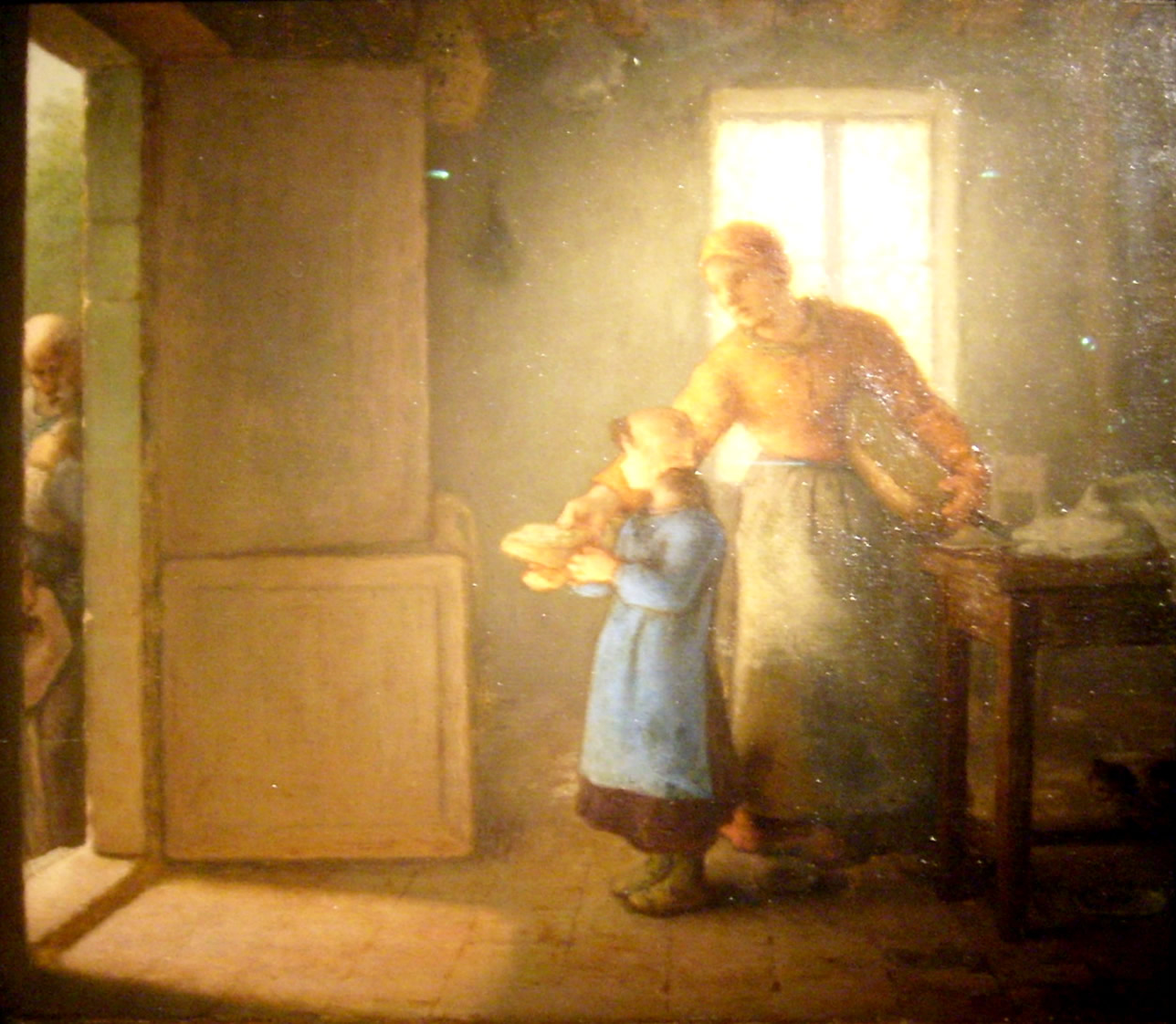
خیرات رنگ‌روغن روی بوم، ۱۸۵۹.
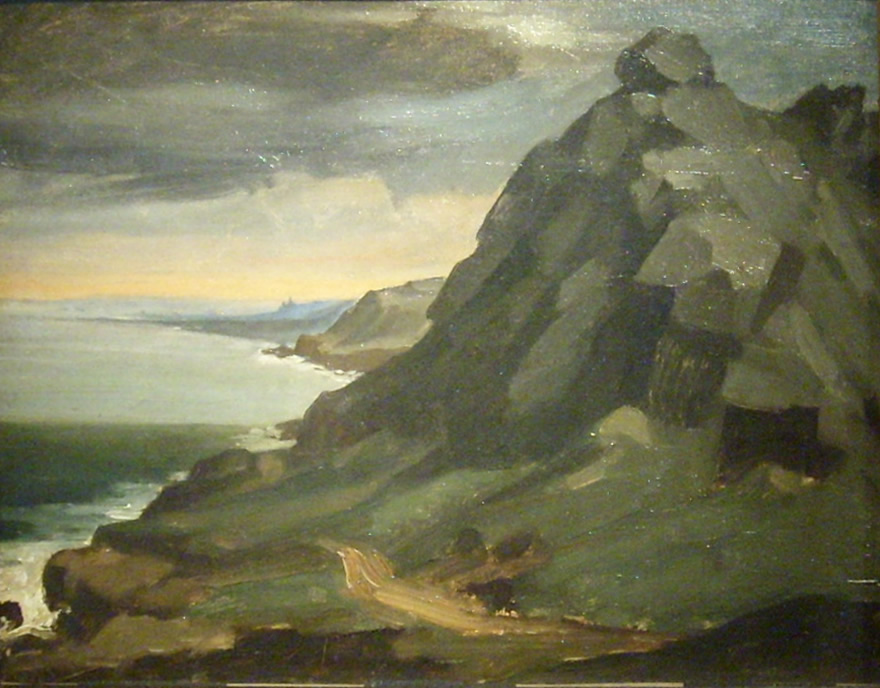
صخرهٔ کاستل وندون رنگ‌روغن روی بوم، ۱۸۴۸.
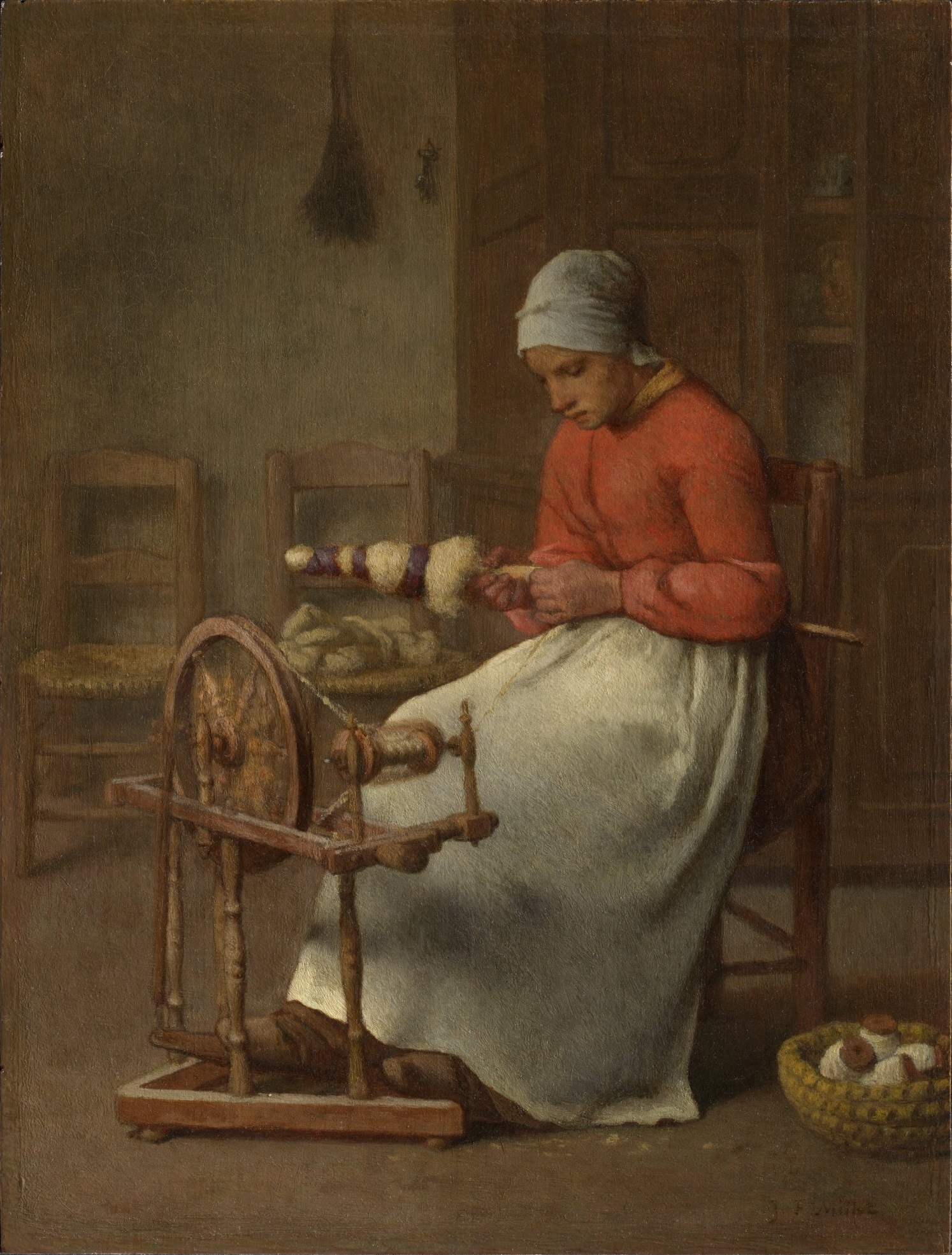
دوزنده